# IEC 80000-13
IEC 80000-13:2008は、情報学及び情報技術で用いられる量と単位を定義し、それらの名称と記号を定めた国際規格である。国際標準化機構(ISO)と国際電気標準会議(IEC)が共同で発行しているISO/IEC 80000の一部として、IECによって2008年に発行された。
IEC 80000-13は以下の章からなる。
1. 適用範囲(Scope)
2. 引用規格(Normative references)
3. 名称・定義・記号(Names, definitions and symbols)
4. 二進倍量の接頭辞(Prefixes for binary multiples)

## 名称・定義・記号
この規格で定義されている量は、以下のものである。
- トラヒック密度（英語版）（呼量、traffic intensity, 記号 A）: 特定の資源のプールにおいて同時に使用中となる資源の数
- 要求トラヒック密度（traffic offered intensity, 記号 A0）: その使用がプールの大さきによって制限されなかったならば、資源のプールの利用者によって発生したであろうトラヒックのトラヒック密度
- 伝送トラヒック密度（traffic carried intensity, 記号 Y）: 特定の資源のプールによって伝送されたトラヒックのトラヒック密度
- 平均待ち行列長（mean queue length, 記号 L）: 待ち行列長の時間平均
- 呼損率（loss probability, 記号 B）: 発生した呼が呼損する確率
- 待ち確率（waiting probability, 記号 W）: 発生した呼が資源を待つ確率
- 呼数密度（call intensity, 記号 λ）: 単位時間あたりに発生した呼の数
- 終了率（completed call intensity, 記号 μ）: 発生した呼が完了する確率

この規格では、以下の情報技術関連の単位も定義している。
- アーラン（erlang, 記号 E）
- ビット（bit）
- オクテット（octet, 記号 o）
- バイト（byte, 記号 B）
- ボー（baud, 記号 Bd）
- シャノン（shannon, 記号 Sh）
- ハートレー（hartley, 記号 Hart）
- 情報の自然単位（natural unit of information, 記号 nat）

## 二進倍量の接頭辞
この規格の第4章では、1024の累乗倍を表すのに用いられる以下の二進接頭辞が定義されている。
- 10241 - キビ(kibi-)
- 10242 - メビ(mebi-)
- 10243 - ギビ(gibi-)
- 10244 - テビ(tebi-)
- 10245 - ペビ(pebi-)
- 10246 - エクスビ(exbi-)
- 10247 - ゼビ(zebi-)
- 10248 - ヨビ(yobi-)